# Monks Wood
Monks Wood est une réserve naturelle nationale (en) du Royaume-Uni. Elle est située dans le Cambridgeshire, à une dizaine de kilomètres au nord de la ville de Huntingdon,et s'étend sur 157 hectares et constitue la majeure partie du Site d'intérêt scientifique particulier de Monks Wood and The Odd Quarter.